# Старая Киреметь
Ста́рая Киреме́ть (тат. Иске Кармәт, чув. Керемет-пуçĕ) — село в Аксубаевском районе Республики Татарстан Российской Федерации, административный центр и единственный населённый пункт Старокиреметского сельского поселения.

## Этимология
Топоним произошёл от татарского слова «иске» (старый) и гидронима на татарском языке «Кармәт» (Киреметь).

## Население
| 2002 | 2012 | 2013 | 2014 | 2015 | 2016 | 2017 |
| ---- | ---- | ---- | ---- | ---- | ---- | ---- |
| 495  | ↘446 | ↘436 | ↘427 | ↗430 | ↘425 | ↗426 |
| 2018 | 2019 | 2020 | 2024 |      |      |      |
| ↘425 | ↘422 | ↘406 | ↘377 |      |      |      |

| 1782                                              | 1859      | 1897       | 1908       | 1920       | 1926       | 1938 | 1949 | 1958 | 1970 | 1979 | 1989 |
| ------------------------------------------------- | --------- | ---------- | ---------- | ---------- | ---------- | ---- | ---- | ---- | ---- | ---- | ---- |
| 84 , (в деревне Вершинно-Чувашская Киреметь — 16) | 978 (598) | 1128 (564) | 1340 (518) | 1439 (609) | 1267 (554) | 1598 | 939  | 841  | 1231 | 895  | 456  |

Национальный состав
Согласно результатам переписи 2002 года, в национальной структуре населения села татары составляли 55 %, чуваши — 40 %.

### Комментарии
1. ↑  души мужского пола
2. ↑  душ мужского пола